# مسايا، نيكاراغوا
مسايا، نيكاراغوا هي مدينة، تتبع إدارة مسايا، ونيكاراغوا، بلغ عدد سكانها 173٬874 نسمة، في 2015، تبلغ مساحتها 146 كيلومتر مربع، رمزها البريدي هو 41000.

## أعلام
- إيرنيستو ميخيا سانشيز
- إنريكي بولانيوس
- كاميلو أورتيغا
- دونالد فيغا
- خوليو فالي كاستيلو